# 米科拉伊夫卡 (科諾托普區)
51°5′7″N 33°53′53″E / 51.08528°N 33.89806°E
米科拉伊夫卡（羅馬化：Mykolaivka）是位於烏克蘭東北部的村莊，由蘇梅州科諾托普區的布林市鎮負責管轄。該村處於庫里齊亞河畔，分別距離切列皮夫卡、卡爾片科韋1公里和沃斯克列先卡2.5公里，海拔高度153米，2001年人口641。